# Vuelta a Chiriquí 2008
La XXVIII Vuelta Ciclística Internacional a Chiriquí 2008 est la vingt-huitième édition de la Vuelta a Chiriquí. Elle se déroule du 19 novembre au 1er décembre 2008, dans la province de Chiriquí, au Panama.
Onze équipes disputent la compétition pour un total de soixante-six coureurs présents.
Le parcours proposé aux coureurs est long de 1 304,3 kilomètres, jalonné de trente-deux étapes volantes et de six prix de la montagne.
Le Costaricien José Adrián Bonilla remporte l'épreuve pour la deuxième fois.

## Équipes participantes
Cinq équipes panaméennes sont opposées à cinq équipes latino-américaines et une européenne.
| Dossards | Équipe                                                 | Principaux engagés                                                                        |
| -------- | ------------------------------------------------------ | ----------------------------------------------------------------------------------------- |
| 1-6      | Sélection colombienne                                  | Juan Pablo Wilches, Norberto Wilches, Geovany Balsero, Luis Alonso                        |
| 8-13     | Momi - Reebok - Hertz                                  | Antonio Cuan, José Rodríguez, Yelko Gómez, Edwin González, Mohamed Méndez                 |
| 15-19    | Finauto - FDP (sélection dominicaine)                  | Elvyn Colón, Augusto Sánchez                                                              |
| 22-27    | Motor Sport - Concapital - Crown Casinos - Sandy Autos | Wendy Cruz, Ismael Sánchez                                                                |
| 29-34    | Alouettes Swiss Cycling Team                           | Javier Prieto                                                                             |
| 36-41    | Cubex Bike - Darkins Servicentro                       | Cristian McNish, Edwin Castrejón                                                          |
| 43-48    | BCR - Pizza Hut                                        | Gregory Brenes, José Alberto Montero, Moisés Fernández, Alan Morales, José Adrián Bonilla |
| 50-55    | Rali - Panama "A"                                      | Maicol Rodríguez, Fernando Ureña                                                          |
| 57-62    | Comité cantonal de San Carlos - Panadería Tia Panchita |                                                                                           |
| 64-69    | Rali - Panama "B"                                      | Omar Franco                                                                               |
| 71-76    | Sélection cubaine                                      | Rubén Companioni, Noslén Funes, Yans Carlos Arias                                         |

## Les étapes
Treize étapes sont au programme des coureurs dont trois en contre-la-montre, cinq en circuit et deux de moyenne montagne.
| Étape     | Date         | Villes étapes                                              |                             | Distance (km) | Vainqueur d’étape   | Leader du classement général |
| --------- | ------------ | ---------------------------------------------------------- | --------------------------- | ------------- | ------------------- | ---------------------------- |
| 1re étape | 19 novembre  | David - David                                              | Contre-la-montre individuel | 5             | Gregory Brenes      | Gregory Brenes               |
| 2e étape  | 19 novembre  | David - Frontière avec le Costa Rica - David               |                             | 102,6         | Edwin Castrejón     | Gregory Brenes               |
| 3e étape  | 20 novembre  | David - Potrerillos - Santa Marta - David                  |                             | 148,8         | Augusto Sánchez     | Gregory Brenes               |
| 4e étape  | 21 novembre  | David - Bugaba - David                                     |                             | 56            | BCR - Pizza Hut     | Gregory Brenes               |
| 5e étape  | 22 novembre  | Circuit dans David                                         |                             | 81,6          | Augusto Sánchez     | Gregory Brenes               |
| 6e étape  | 23 novembre  | Circuit dans David                                         |                             | 103,5         | Omar Franco         | Gregory Brenes               |
| 7e étape  | 24 novembre  | David - Gualaca - Los Planes (district de Gualaca) - David |                             | 143           | José Adrián Bonilla | José Adrián Bonilla          |
| 8e étape  | 25 novembre  | David - La Concepción - David - San Lorenzo (es) - David   |                             | 139,2         | Fernando Ureña      | Gregory Brenes               |
| 9e étape  | 26 novembre  | La Concepción - Gariché - La Concepción                    | Contre-la-montre individuel | 39,3          | José Adrián Bonilla | José Adrián Bonilla          |
| 10e étape | 27 novembre  | David - Santa Marta - Volcán - David                       |                             | 154,4         | José Adrián Bonilla | José Adrián Bonilla          |
| Repos     | 28 novembre  | -                                                          |                             | -             | -                   | -                            |
| 11e étape | 29 novembre  | Circuit dans David                                         |                             | 94,5          | Yans Carlos Arias   | José Adrián Bonilla          |
| 12e étape | 30 novembre  | Circuit dans David                                         |                             | 94,5          | Noslén Funes        | José Adrián Bonilla          |
| 13e étape | 1er décembre | Circuit dans David                                         |                             | 90            | José Rodríguez      | José Adrián Bonilla          |

## Déroulement de la course

### 19 novembre: première et deuxième étapes
Le Costaricien Gregory Brenes revêt le premier maillot de leader en remportant le contre-la-montre initial de la XXVIII Vuelta Ciclista Internacional a Chiriquí.
Troisième de la Vuelta a Chiriquí 2007, il couvre les cinq kilomètres, disputés dans David, en 6 min 27 s. Plus tard, le Chiricano Edwin Castrejón remporte la deuxième étape, disputée également le même jour. Brenes conserve sa tunique en terminant dans le peloton. À l'issue d'un sprint massif, Castrejón, de l'équipe "Cubex Bike - Darkins Servicentro", dispose du Dominicain Wendy Cruz et du Cubain Noslén Funes, après 2 h 28 min 41 s d'effort pour effectuer les cent-deux kilomètres reliant David à la frontière costaricienne et retour.
Au classement général provisoire, en 2 h 35 min 8 s, Brenes devance deux compatriotes, coéquipiers au sein de sa formation "BCR - Pizza Hut" José Adrián Bonilla de six secondes et José Alberto Montero de quatorze. Dans les classements annexes, le Panaméen Yelko Gómez est le meilleur néophyte alors que Mohamed Méndez est le meilleur coureur national.

### 20 novembre: troisième étape
Le Dominicain Augusto Sánchez, de l'équipe "Finauto - FDP", gagne la troisième étape, une boucle avec départ et arrivée à David, passant par Potrerillos puis Santa Marta, et longue de 148,8 kilomètres.
En un temps de 3 h 28 min 22 s, il devance de trois secondes Yelko Gómez et le Cubain Rubén Companioni. Lors de cette journée, trois étapes volantes jalonnent le parcours. En en remportant deux, le Dominicain Elvyn Colón s'empare du maillot distinctif de ce classement annexe. Premier au passage de la seule difficulté du jour, il en fait de même avec celui du trophée des grimpeurs, . Augusto Sánchez se hisse à la troisième place du classement provisoire, toujours mené par le duo costaricien Gregory Brenes et José Adrián Bonilla.

### 21 novembre: quatrième étape
Les "BCR - Pizza Hut" domine la quatrième étape, un contre-la-montre par équipes sur une distance de 56 kilomètres.
Le départ et l'arrivée se font de l'avenue Obaldía à David. Puis les sextets empruntent la route panaméricaine jusqu'au district de Bugaba et font demi-tour. En 1 h 7 min 40 s, la formation costaricienne "BCR - Pizza Hut" impose son expérience, et ce malgré la chaleur étouffante. Elle relègue ses plus proches adversaires, l'équipe panaméenne "Rali - Panama A" à 2 min 52 s et la sélection colombienne à 3 min 15 s. Ce qui permet à Gregory Brenes et à José Adrián Bonilla de consolider leur mainmise sur l'épreuve et d'être rejoint sur le podium provisoire par leur équipier José Alberto Montero. À la quatrième place se trouve leur premier contradicteur, le Colombien Norberto Wilches, désormais repoussé à 3 min 36 s de Brenes. Ce dernier confesse que le moment le plus difficile fut quand à la moitié du parcours, vers La Concepción, trois de se coéquipiers furent irrémédiablement lâchés. Yelko Gómez est toujours le meilleur néophyte et Fernando Ureña est le meilleur coureur panaméen, .

### 22 novembre: cinquième étape
Le Dominicain Augusto Sánchez, de l'équipe "Finauto - FDP", remporte sa deuxième étape.
La journée se déroule sur un circuit fermé, dans les principales artères de la ville de David. Quinze tours sont prévus pour une distance totale de 102 kilomètres. Trois étapes volantes attendent les coureurs au passage sur la ligne aux 4e, 8e et 12e tours. Cependant, les fortes précipitations et un mouvement d'humeur d'une partie du peloton qui interrompt la course une vingtaine de minutes (protestant contre la dangerosité du circuit) obligent les organisateurs à réduire de quinze à douze tours l'étape, pour une distance de 81,6 kilomètres. À trois tours de l'arrivée, Sánchez s'enfuit avec Wendy Cruz, mais son compatriote crève. Sánchez termine seul et gagne son second bouquet, quatorze secondes devant le peloton réglé par les Panaméens Fernando Ureña et Cristian McNish.
Yelko Gómez termine quatrième et reste le meilleur néophyte de la compétition. Le grand bénéficiaire de la journée est Ureña qui grâce au jeu des bonifications se glisse à la quatrième place du classement général provisoire. Celui-ci est toujours dominé par le trio de la formation costaricienne "BCR - Pizza Hut".

### 23 novembre: sixième étape
Le Panaméen Omar Franco, de la formation "Rali - Panama B", mène à bien son échappée.
Sous un ciel partiellement couvert, quinze tours de 6,8 kilomètres dans les rues de David sont au menu du jour. La journée est caractérisée par de nombreuses tentatives de fugue contrôlées par l'équipe "BCR - Pizza Hut" du leader Gregory Brenes. Omar Franco prend part à une de celle-ci, partie au septième tour. À l'arrivée, il devance deux compagnons d'échappée, le Cubain Reldy Pérez et le Bolivien Javier Prieto. Le peloton, avec Brenes en son sein, arrive avec un retard de quarante-neuf secondes. Au 11e tour se produit une chute où sont impliqués de nombreux coureurs, le Panaméen Antonio Cuan doit même abandonner. En raison d'une intoxication alimentaire, doivent également renoncer trois membres de la formation "Finauto - FDP" dont Elvyn Colón.
Le Panaméen Edwin González profite du retrait de Colón pour prendre la tête des deux classements annexes, que ce dernier dominait. Au classement général provisoire, aucun changement n'est à signaler.

### 24 novembre: septième étape
Le Costaricien José Adrián Bonilla, de l'équipe "BCR - Pizza Hut" remporte le sprint d'arrivée et dépossède son coéquipier Gregory Brenes de la première place du classement général.
Les coureurs affrontent deux cols de deuxième catégorie lors de cette étape, longue de 143 kilomètres, avec, encore une fois, départ et arrivée à David. Trois étapes volantes sont disséminées sur le parcours qui passent par Gualaca et Los Planes (district de Gualaca). Six hommes s'échappent dans la deuxième difficulté du jour, à trente kilomètres du but. Ils ne seront plus rejoints. José Adrián Bonilla règle au sprint ses compagnons de fugue. Yelko Gómez et Gregory Brenes terminent respectivement deuxième et troisième.
Au classement général provisoire, par le jeu des bonifications, Bonilla revient à la hauteur de son coéquipier Brenes. Mais un point du règlement (favorisant le vainqueur d'étape) lui permet de prendre la tête. Lui aussi dans la fugue, leur équipier José Alberto Montero complète le podium, avec un retard de 45 s. Meilleur néophyte de la compétition, Yelko Gómez est quatrième à 3 min 56 s. Il prend aussi le commandement du classement des coureurs nationaux. Gregory Brenes, franchissant les deux cols du jour en deuxième position, devient le meilleur grimpeur de l'épreuve tandis que Wendy Cruz, raflant deux des étapes volantes, prend la tête de ce classement annexe.

### 25 novembre: huitième étape
Le Panaméen Fernando Ureña, de la formation "Rali - Panama A", remporte l'étape et Gregory Brenes récupère la tête du classement général provisoire.
En raison des intempéries dans le Nord-Ouest du Panama, le parcours est modifié et ne développe plus que 139,2 kilomètres. Le district de Boquete devait être visité mais il est évité au profit d'une boucle dans l'Est de la province jusqu'à San Lorenzo (es). L'étape se conclut par un sprint groupé d'une cinquantaine de coureurs où Ureña s'avère le plus rapide. Il devance le Cubain Yans Carlos Arias et son compatriote Cristian McNish. Au départ de l'épreuve, venu chercher une victoire d'étape, ce bouquet satisfait le sprinteur panaméen même si lors de l'emballage final, devant revenir de l'arrière, cela lui a coûté un effort intense.
Brenes termine mieux placé l'étape que son coéquipier José Adrián Bonilla ce qui lui permet de le déposséder de son maillot de leader. Pas d'autre changement dans les différents classements si ce n'est qu'Edwin González reprend la tête du classement des étapes volantes.

### 26 novembre: neuvième étape
L'étape est disputée en contre-la-montre individuel. José Adrián Bonilla en profite pour rafler étape et maillot de leader.
Cinquante-cinq coureurs prennent le départ d'une étape qui se dispute dans le district de Bugaba. José Adrián Bonilla, en réalisant 51 min 32 s pour couvrir le parcours, récupère le maillot jaune de leader. Gregory Brenes, dans le même temps que Bonilla au matin de l'étape, la termine deuxième à trente-deux secondes. Le Panaméen Yelko Gómez achève l'exercice solitaire en troisième position mais à 2 min 18 s. Désormais quatrième au classement général provisoire, Gómez est le meilleur néophyte et aussi le mieux placé des coureurs nationaux.  Cependant l'écart de 6 min 14 s avec le premier rang du classement laisse peu d'espoir quant à un succès panaméen dans l'épreuve. José Alberto Montero, troisième à 3 min 12 s de Bonilla, complète le trio des "BCR - Pizza Hut" sur le podium transitoire.
Avant le départ, M. Ambrosio Madrid, président du comité organisateur de l'épreuve, informe que le vendredi 28 novembre (date initiale de la 11e étape) sera un jour de repos pour se conformer aux mesures prises par le gouvernement panaméen face à l'alerte aux intempéries dans les provinces de Bocas del Toro et de Chiriquí. Les trois étapes en circuit qui terminent la compétition auront lieu les samedi, dimanche et lundi suivants, .

### 27 novembre: dixième étape
Deuxième victoire d'étape en deux jours pour José Adrián Bonilla qui consolide sa place au classement général.
L'étape, avec départ et arrivée au parc de las Madres de David, s'aventure dans le Nord-Ouest de la province pour trouver les deux derniers cols de la compétition, , . C'est une journée en grande partie montagneuse. Les coureurs empruntent la route panaméricaine jusqu'aux environs de La Concepción puis rejoignent Santa Marta pour se diriger postérieurement vers le corregimiento de Volcán. Durant tout le parcours, le météo reste nuageuse souvent accompagnée d'une légère bruine. José Adrián Bonilla couvre les cent cinquante-quatre kilomètres en 3 h 25 min 8 s. Il devance le Colombien Geovany Balsero de 2 min 1 s et le Panaméen Mohamed Méndez de 2 min 4 s. Les principaux contradicteurs de Bonilla, eux, arrivent dans un petit groupe à 2 min 24 s du Costaricien.
José Adrián Bonilla et Gregory Brenes ont contenu les attaques des frères Juan Pablo et Norberto Wilches dans les secteurs les plus pentues. Puis Bonilla s'est échappé du petit groupe de tête dans le corregimiento de Volcán, pour ne plus être revu. En menant à bien cette fugue, José Adrián compte désormais une avance de 3 min 9 s et de 5 min 49 s respectivement sur Brenes et José Alberto Montero. Présent dans le groupe des meilleurs, Yelko Gómez, quant à lui, est toujours quatrième mais à près de neuf minutes du leader. Les "BCR - Pizza Hut" dominent également le classement par équipes et le trophée des grimpeurs par l'intermédiaire de Brenes. Même si Bonilla est passé en tête de l'ultime col de l'épreuve, classé en deuxième catégorie. Cette victoire est le fruit du travail collectif, ce que ne manque pas de souligner Gregory Brenes en félicitant ses équipiers Moisés Fernández et Alan Morales pour leur travail au profit de Bonilla, de Montero et de lui-même. Enfin malgré le rapproché de Fernando Ureña au classement des étapes volantes, son compatriote Edwin González garde le maillot distinctif, , .

### 29 novembre: onzième étape
Le membre de la sélection cubaine Yans Carlos Arias remporte la onzième étape et José Adrián Bonilla maintient sa position au sommet du classement général.
Après une journée de repos, un circuit fermé dans les rues de David, développant 6,8 kilomètres et à effectuer quinze fois, est au programme. Yans Carlos Arias réalise 2 h 15 min 22 s pour couvrir les 94,5 kilomètres du jour. Arias dispute le gain de l'étape à ses deux derniers compagnons d'échappée le Panaméen Maicol Rodríguez et le Bolivien Javier Prieto, deuxième et troisième. Bien qu'il déchausse de la chaussure droite dans l'emballage final, le Cubain réussit à conserver un maigre avantage sur Rodríguez. Le peloton, avec Bonilla en son sein, arrive avec un retard de vingt-quatre secondes. Le trio de tête s'est immiscé dans une fugue formée à mi-course et où se trouvait également le Panaméen Fernando Ureña et le Cubain Noslén Funes, mais ces derniers n'ont pu garder le contact jusqu'à l'arrivée, .
José Adrián Bonilla semble avoir course gagnée. En effet, dans les différents classements de la compétition, seul celui des étapes volantes subit des changements. Fernando Ureña remporte deux des trois sprints bonifiés du jour et dépossède un autre Panaméen Edwin González de la tête de ce classement.

### 30 novembre: douzième étape
Noslén Funes, membre de la délégation cubaine, gagne la douzième étape et José Adrián Bonilla garde la tête du classement général.
Le menu du jour présentait, encore, un circuit fermé dans les artères principales de David, à parcourir douze fois pour une distance totale de 92,4 kilomètres. Comme la veille, trois étapes volantes étaient prévues, cette fois, au troisième, sixième et neuvième tour. Cependant en raison des fortes pluies s'abattant sur la ville, le départ a été retardé de près de trois heures. De plus, les coureurs n'ont effectué que dix tours pour une distance de 77 kilomètres et disputé deux (au lieu de trois) sprints bonifications. Funes profite de son expérience sur la piste pour remporter le sprint massif devant deux Panaméens Fernando Ureña et Mohamed Méndez, et le reste du peloton. Après cette deuxième victoire en deux jours pour son équipe, Noslén Funes indique que sa sélection était venue pour les étapes planes, car composée de "pistards" bien meilleurs sur le plat qu'en montagne.
Aucun changement n'est à signaler dans les différents classements si ce n'est qu'Edwin González s'est rapproché à deux points de Fernando Ureña au classement des étapes volantes, .

### 1erdécembre: treizième et dernière étape
José Adrián Bonilla conquiert la XXVIII Vuelta Ciclista Internacional a Chiriquí à l'issue de la dernière étape remportée par le Panaméen José Rodríguez.
Un troisième jour consécutif de compétition dans les rues de David attend les coureurs. Ils terminent cette 28e édition par un circuit de 3,6 kilomètres à accomplir vingt-cinq fois, soit quatre-vingt-dix kilomètres. Trois étapes volantes jalonnent le parcours. Le néophyte local José Rodríguez remporte l'étape en 2 h 1 min 9 s. Le membre de la formation "Momi - Reebok - Hertz" dispose de ses cinq compagnons d'échappée ; le Cubain Rubén Companioni et le Panaméen Omar Franco terminant respectivement deuxième et troisième. Partie à trois tours de l'arrivée, la fugue prend plus d'un tour d'avance sur le peloton, arrivant avec un retard de neuf minutes.
Au classement général, la formation "BCR - Pizza Hut" domine la compétition. Non seulement, elle remporte le classement par équipes avec près de quarante minutes d'avance, mais l'équipe costaricienne place trois hommes sur le podium du classement individuel. José Adrián Bonilla précède Gregory Brenes et José Alberto Montero. Ils relèguent leur premier adversaire Yelko Gómez à près de neuf minutes de Bonilla. Pour sa première participation, Gómez glane le classement du meilleur néophyte et du meilleur coureur national. Brenes s'octroie le trophée des grimpeurs (comme il se l'était assuré depuis la 10e étape). Au classement des étapes volantes, récompensant le meilleur sprinteur de l'épreuve, c'est finalement le Panaméen Edwin González qui s'empare du maillot distinctif. Son compatriote Fernando Ureña semblait le plus proche de la victoire dans ce classement annexe mais une violente chute l'obligeait à abandonner et céder face à González, .

## Classement général final
38 coureurs terminent l'épreuve.
| \| Classement général \| Classement général \| Classement général \| Classement général \| Classement général \| \| Coureur \| Coureur \| Pays \| Équipe \| Temps \| \| ------------------ \| -------------------- \| ---------------------- \| ------------------ \| ------------------ \| \| 1er \| José Adrián Bonilla \| Costa Rica \| \| 28 h 55 min 54 s \| \| 2e \| Gregory Brenes \| Costa Rica \| \| + 3 min 09 s \| \| 3e \| José Alberto Montero \| Costa Rica \| \| + 5 min 49 s \| \| 4e \| Yelko Gómez \| Panama \| \| + 8 min 50 s \| \| 5e \| Juan Pablo Wilches \| Colombie \| \| + 10 min 09 s \| \| 6e \| Ismael Sánchez \| République dominicaine \| \| + 15 min 38 s \| \| 7e \| Maicol Rodríguez \| Panama \| \| + 15 min 46 s \| \| 8e \| Luis Alonso \| Colombie \| \| + 15 min 48 s \| \| 9e \| Javier Prieto \| Bolivie \| \| + 15 min 51 s \| \| 10e \| Mohamed Méndez \| Panama \| \| + 16 min 23 s \| |                      |                        |        |                  |
| |                      |                        |        |                  |
| |                      |                        |        |                  |
| Classement général |                      |                        |        |                  |
| Coureur | Coureur              | Pays                   | Équipe | Temps            |
| 1er | José Adrián Bonilla  | Costa Rica             |        | 28 h 55 min 54 s |
| 2e | Gregory Brenes       | Costa Rica             |        | + 3 min 09 s     |
| 3e | José Alberto Montero | Costa Rica             |        | + 5 min 49 s     |
| 4e | Yelko Gómez          | Panama                 |        | + 8 min 50 s     |
| 5e | Juan Pablo Wilches   | Colombie               |        | + 10 min 09 s    |
| 6e | Ismael Sánchez       | République dominicaine |        | + 15 min 38 s    |
| 7e | Maicol Rodríguez     | Panama                 |        | + 15 min 46 s    |
| 8e | Luis Alonso          | Colombie               |        | + 15 min 48 s    |
| 9e | Javier Prieto        | Bolivie                |        | + 15 min 51 s    |
| 10e | Mohamed Méndez       | Panama                 |        | + 16 min 23 s    |

### Classements annexes
| Classement par équipes | Classement par équipes | Classement par équipes | Classement par équipes |
|                        | Équipe                 | Pays                   | Temps                  |
| ---------------------- | ---------------------- | ---------------------- | ---------------------- |
| 1re                    | BCR - Pizza Hut        | Costa Rica             | en 84 h 40 min 35 s    |
| 2e                     | Momi - Reebok - Hertz  | Panama                 | 85 h 20 min 19 s       |
| 3e                     | Sélection colombienne  | Colombie               | 85 h 20 min 58 s       |
| modifier               |                        |                        |                        |

| Classement de la montagne | Classement de la montagne | Classement de la montagne | Classement de la montagne                              | Classement de la montagne |
| ------------------------- | ------------------------- | ------------------------- | ------------------------------------------------------ | ------------------------- |
|                           | Coureur                   | Pays                      | Équipe                                                 | Point(s)                  |
| 1er                       | Gregory Brenes            | Costa Rica                | BCR - Pizza Hut                                        | 29 points                 |
| 2e                        | Ismael Sánchez            | République dominicaine    | Motor Sport - Concapital - Crown Casinos - Sandy Autos | 18 pts                    |
| 3e                        | José Adrián Bonilla       | Costa Rica                | BCR - Pizza Hut                                        | 15 pts                    |
| modifier                  |                           |                           |                                                        |                           |

#### Classement des étapes volantes
| Classement des étapes volantes | Classement des étapes volantes | Classement des étapes volantes | Classement des étapes volantes                         | Classement des étapes volantes |
| ------------------------------ | ------------------------------ | ------------------------------ | ------------------------------------------------------ | ------------------------------ |
|                                | Coureur                        | Pays                           | Équipe                                                 | Point(s)                       |
| 1er                            | Edwin González                 | Panama                         | Momi - Reebok - Hertz                                  | 31 points                      |
| 2e                             | Wendy Cruz                     | République dominicaine         | Motor Sport - Concapital - Crown Casinos - Sandy Autos | 30 pts                         |
| 3e                             | Maicol Rodríguez               | Panama                         | Rali - Panama "A"                                      | 24 pts                         |
| modifier                       |                                |                                |                                                        |                                |

## Évolution des classements
| Étapes             | Vainqueur           | Classement général  | Classement de la montagne | Classement des étapes volantes | Classement par équipes |
| ------------------ | ------------------- | ------------------- | ------------------------- | ------------------------------ | ---------------------- |
| 1re étape          | Gregory Brenes      | Gregory Brenes      | non attribué              | non attribué                   | BCR - Pizza Hut        |
| 2e étape           | Edwin Castrejón     | Gregory Brenes      | non attribué              | Maicol Rodríguez               | BCR - Pizza Hut        |
| 3e étape           | Augusto Sánchez     | Gregory Brenes      | Elvyn Colón               | Elvyn Colón                    | BCR - Pizza Hut        |
| 4e étape           | BCR - Pizza Hut     | Gregory Brenes      | Elvyn Colón               | Elvyn Colón                    | BCR - Pizza Hut        |
| 5e étape           | Augusto Sánchez     | Gregory Brenes      | Elvyn Colón               | Elvyn Colón                    | BCR - Pizza Hut        |
| 6e étape           | Omar Franco         | Gregory Brenes      | Edwin González            | Edwin González                 | BCR - Pizza Hut        |
| 7e étape           | José Adrián Bonilla | José Adrián Bonilla | Gregory Brenes            | Wendy Cruz                     | BCR - Pizza Hut        |
| 8e étape           | Fernando Ureña      | Gregory Brenes      | Gregory Brenes            | Edwin González                 | BCR - Pizza Hut        |
| 9e étape           | José Adrián Bonilla | José Adrián Bonilla | Gregory Brenes            | Edwin González                 | BCR - Pizza Hut        |
| 10e étape          | José Adrián Bonilla | José Adrián Bonilla | Gregory Brenes            | Edwin González                 | BCR - Pizza Hut        |
| 11e étape          | Yans Carlos Arias   | José Adrián Bonilla | Gregory Brenes            | Fernando Ureña                 | BCR - Pizza Hut        |
| 12e étape          | Noslén Funes        | José Adrián Bonilla | Gregory Brenes            | Fernando Ureña                 | BCR - Pizza Hut        |
| 13e étape          | José Rodríguez      | José Adrián Bonilla | Gregory Brenes            | Edwin González                 | BCR - Pizza Hut        |
| Classements finals | Classements finals  | José Adrián Bonilla | Gregory Brenes            | Edwin González                 | BCR - Pizza Hut        |